# Jagdfliegerführer 3
A Jagdfliegerführer 3 (Jafü 3) foi criada no dia 21 de Dezembro de 1939, em Wiesbaden. A 6 de Setembro de 1943 foi redesignada Jagdfliegerführer 5, recriada a 27 de Dezembro de 1943, e extinta em Janeiro de 1944.

## Comandantes[2]
- Hans Klein, 21 de Dezembro de 1939 – 7 de Março de 1940
- Gerd von Massow, 8 de Março de 1940 – 5 de Junho de 1940
- Werner Junck, 5 de Junho de 1940 – 30 de Abril de 1941
- Max Ibel, 6 de Junho de 1941 – 31 de Dezembro de 1941
- Karl Hentschel, Dezembro de 1941 – Outubro de 1942
- Gordon Gollob, 15 de Outubro de 1942 – 6 de Setembro de 1943